# Альперт, Яков Львович
Яков Львович Альперт (англ. Yakov Alpert; 1 марта 1911, Ивница, Житомирский уезд, Волынская губерния — 5 октября 2010, Бостон, США) — советский и американский учёный в области физики плазмы и радиофизики.

## Биография
Сын мелкого торговца. В 1928 году окончил школу, но не смог поступить в политехнический институт из-за непролетарского происхождения. Работал плотником, разнорабочим на стройке, чертёжником, теплотехником.
В 1931—1934 — техник радиоинститута наркомата связи на Шаболовке. Затем работал в институтах АН СССР: ФИАН им. Лебедева (1935—1951, уволен в результате борьбы с космополитизмом) и Институте магнетизма и радиоволн (ИЗМИРАН, 1952—1987, до 1974 зав. отделом).
В 1939 году заочно окончил МГУ.
Участник атомной программы.
В 1987 году эмигрировал в США (добивался разрешения на выезд с 1973 года, был отстранён от руководства отделом, поскольку эта должность требовала допуск к государственной тайне и автоматически не допускала выезд за границу в течение 5 лет после увольнения).
В США жил недалеко от Бостона.
Доктор физико-математических наук.
За период 1936—2001 опубликовал 8 книг на русском и 11 — на английском языке. В том числе:
- Распространение радиоволн и ионосфера Я. Л. Альперт ; Акад. наук СССР, Ин-т земного магнетизма, ионосферы и распространения радиоволн. М. : Изд-во АН СССР , 1960 480 с. ил., табл.
- Волны и искусственные тела в приземной плазме [Текст] / Я. Л. Альперт. — Москва : Наука, 1974. — 216 с. : граф., табл.
- Распространение радиоволн [Текст] / Я. Л. Альперт и др. — Москва : Гос. изд. техн.-теорет. лит., 1953. — 834 с. : ил. ; 27 см.
- Распространение электромагнитных волн и ионосфера  / Я. Л. Альперт. — Изд. 2-е, перераб. и доп.. — М. : Наука, 1972. — 564 с.

Награждён орденом «Знак Почёта» (1967).
Автор книги воспоминаний «Making Waves: Stories from My Life» (Yale University Press, 2000. — 280 pp.).